# Vellore (distrikt)
Vellore (engelska: Vellore district, franska: District de Vellore, hindi: वेल्लोर जिला, sanskrit: वेल्लूरुमण्डलम्, malayalam: വെല്ലൂർ ജില്ല, marathi: वेल्लूर जिल्हा, tamil: வேலூர் மாவட்டம், gujarati: વેલ્લોર જિલ્લો) är ett distrikt i Indien.   Det ligger i delstaten Tamil Nadu, i den södra delen av landet, 1 800 km söder om huvudstaden New Delhi. Antalet invånare är 3 936 331. Arean är 6 077 kvadratkilometer. Vellore gränsar till Krishnagiri, Tiruvallur och Tiruvannamalai.
Terrängen i Vellore är kuperad åt nordväst, men åt sydost är den platt.
Följande samhällen finns i Vellore:
- Vellore
- Ambur
- Gudiyatham
- Vaniyambadi
- Arakkonam
- Arcot
- Rānippettai
- Peranāmpattu
- Jolārpettai
- Walajapet
- Sholinghur
- Pallikondai
- Ālangāyam
- Kātpādi
- Pudūr
- Panapākkam
- Kalavai
- Nemili
- Odugattūr